# Chlebowo (powiat drawski)
Chlebowo (niem. Klebow) – wieś sołecka w Polsce położona w województwie zachodniopomorskim, w powiecie drawskim, w gminie Złocieniec.
W latach 1954–1957 wieś należała i była siedzibą władz gromady Chlebowo, po jej zniesieniu w gromadzie Nowe Worowo. W latach 1975–1998 miejscowość administracyjnie należała do województwa koszalińskiego. W roku 2007 wieś liczyła 179 mieszkańców.
2 lipca 2018 mieszkańcy sołectwa (22 osoby) w konsultacjach społecznych jednogłośnie opowiedzieli się za zniesieniem gminy Ostrowice.

## Geografia
Wieś leży ok. 7 km na wschód od Ostrowic, ok. 1 km na wschód od jeziora Siecino, na terenie Drawskiego Parku Krajobrazowego. Przy północnej części wsi znajduje się wzniesienie Porąbka.

## Zabytki
Do wojewódzkiego rejestru zabytków wpisany jest:
- kościół ewangelicki, obecnie pw. św. Stanisława Kostki, z XVIII wieku oraz z 1970 r. Kościół filialny, rzymskokatolicki należący do parafii pw. Niepokalanego Poczęcia Najświętszej Maryi Panny w Ostrowicach, dekanatu Drawsko Pomorskie, diecezji koszalińsko-kołobrzeskiej. Obiekt salowy, zamknięty trójbocznie, w latach sześćdziesiątych XX wieku całkowicie przebudowany. W otoczeniu drewniana dzwonnica z poł. XIX wieku o konstrukcji krosnowej.

## Komunikacja
Ok. 1 km na wschód od Chlebowa znajduje się nieczynny przystanek kolejowy linii kolejowej nr 410.